# Wolfgang Lubitz

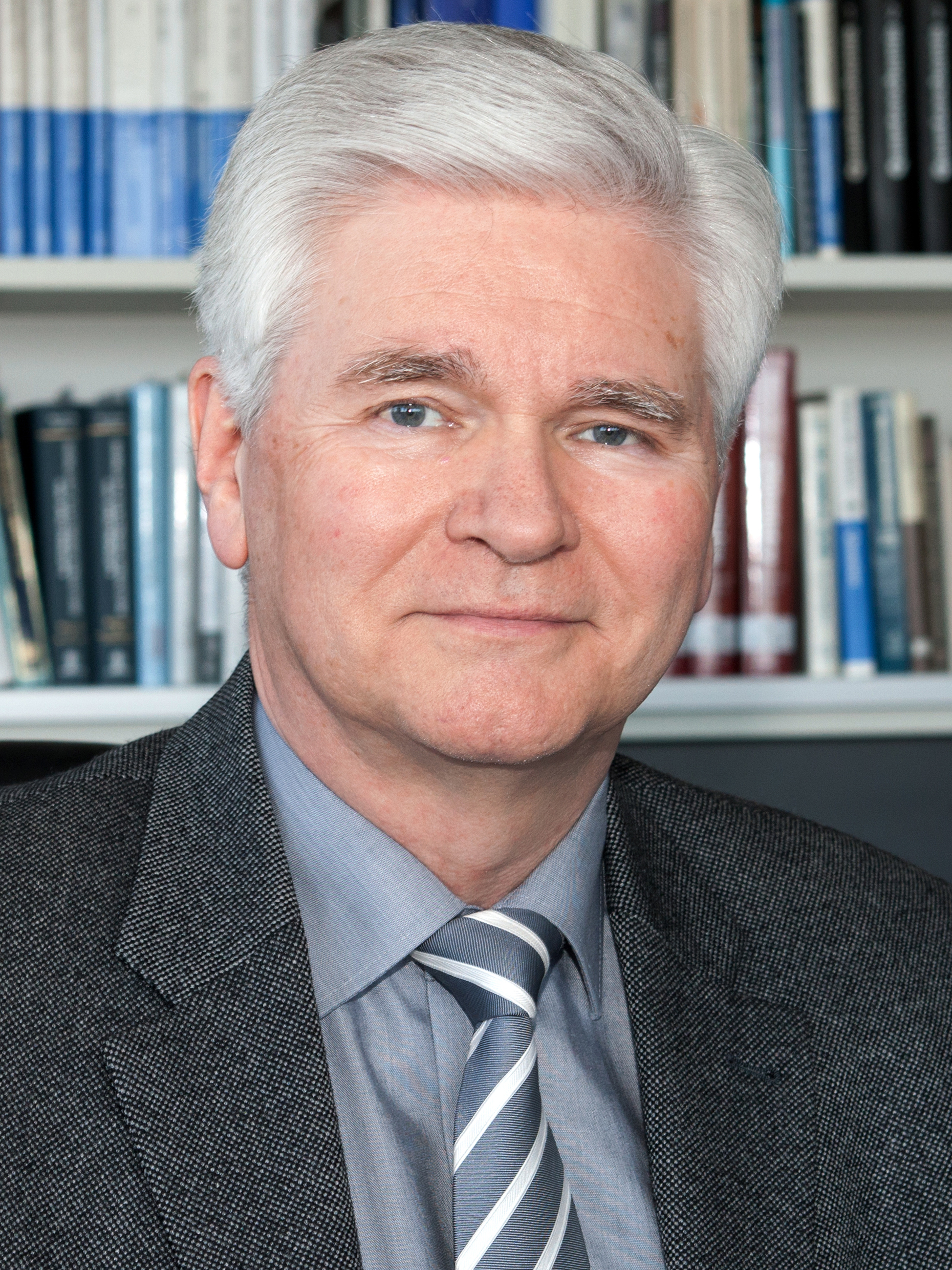
Wolfgang Lubitz (2015)

Wolfgang Lubitz (* 23. Juli 1949 in Berlin) ist ein deutscher Chemiker und Biophysiker. Er ist emeritierter Direktor am Max-Planck-Institut für Chemische Energiekonversion in Mülheim an der Ruhr. In seiner Forschung befasste er sich mit den bakteriellen photosynthetischen Reaktionszentren der Hydrogenase-Enzyme und dem sauerstoffentwickelnden Komplex unter Verwendung verschiedener biophysikalischer Techniken. Für seine Beiträge zur Elektronenspinresonanz und deren Anwendungen auf chemische und biologische Systeme wurde er mit einer Festschrift geehrt.

## Karriere
Er studierte von 1969 bis 1974 Chemie an der Freien Universität Berlin und promovierte bis 1977 zum Dr. rer. nat. Von 1977 bis 1982 habilitierte er sich an der FU Berlin im Fach Organische Chemie mit den Schwerpunkten Elektronenspinresonanz (EPR) und Doppelresonanzmethoden wie ENDOR/TRIPLE. Von 1979 bis 1989 war er an der FU Berlin als Assistenzprofessor und als außerordentlicher Professor am Fachbereich Chemie tätig. Von 1983 bis 1984 arbeitete er als Max-Kade-Stipendiat an der UC San Diego im Fachbereich Physik mit George Feher an EPR und ENDOR in der Photosynthese. Im Jahr 1989 wurde er außerordentlicher Professor für Experimentalphysik an der Universität Stuttgart. 1991 kehrte er nach Berlin zurück und wurde ordentlicher Professor und Lehrstuhlinhaber für Physikalische Chemie am Max-Volmer-Institut der Technischen Universität Berlin. Dort blieb er bis zum Jahr 2000, als er wissenschaftliches Mitglied der Max-Planck-Gesellschaft und Direktor am Max-Planck-Institut für Strahlenchemie (2003 umbenannt in Max-Planck-Institut für Bioanorganische Chemie und 2012 in Max-Planck-Institut für Chemische Energiekonversion) in Mülheim an der Ruhr wurde. Im selben Jahr wurde er zum Honorarprofessor der Heinrich-Heine-Universität Düsseldorf ernannt. Von 2004 bis 2012 war er geschäftsführender Direktor des Max-Planck-Instituts für Chemische Energiekonversion. Seit 2004 ist er Mitglied des Beirats der Tagung der Nobelpreisträger in Lindau, seit 2015 ist er dessen Vizepräsident.

## Forschung
Seine Forschungsschwerpunkte sind die elementaren Prozesse der Photosynthese und katalytische Metallzentren in Metalloproteine. Er ist Experte für die Anwendung der EPR-Spektroskopie und quantenchemischer Berechnungen. Er hat über 500 Veröffentlichungen mit mehr als 25.000 Zitaten.

### EPR-Spektroskopie
Während seiner gesamten Laufbahn hat die EPR als biophysikalische Technik eine wichtige Rolle gespielt, um Informationen über Radikale, Radikalpaare, Triplett-Zustände und Metallzentren in der Chemie und Biochemie zu gewinnen. Besonderes Augenmerk wurde auf Methoden gelegt, die in der Lage sind, die Elektron-Kern-Hyperfeinkopplungen zwischen dem Elektronenspin und den Kernspins aufzulösen. Neben den etablierteren Techniken, der Elektronenspin-Echo-Modulation (ESEEM) und der Elektronen-Kern-Doppelresonanz (ENDOR), hat seine Gruppe die Elektronen-Doppelresonanz-(ELDOR) detektierte Kernspinresonanz (NMR, EDNMR) bei einer Reihe von mw-Frequenzen weiterentwickelt und eingesetzt. Diese Techniken wurden von ihm und seiner Gruppe zur umfassenden Untersuchung bakterieller photosynthetischer Reaktionszentren, ihrer Donor-Akzeptor-Modellkomplexe, des Photosystems I, des Photosystems II, und einer Reihe verschiedener Hydrogenasen eingesetzt.

### Sauerstoffentwicklungskomplex
Zu Beginn seiner Laufbahn standen die bakteriellen photosynthetischen Reaktionszentren und das sauerstoffhaltige Photosystem I und Photosystem II im Mittelpunkt. Er und seine Gruppe untersuchten die lichtinduzierten Chlorophyll-Donor- und Chinon-Akzeptor-Radikal-Ionen der primären Elektronenübertragungskette. Später konzentrierte sich seine Forschung auf den Wasserspaltungszyklus (S-Zustände) des Photosystems II unter Verwendung fortschrittlicher Multifrequenz-Puls-EPR-, ENDOR- und EDNMR-Techniken. Seine Gruppe war in der Lage, die durch Blitzlicht erzeugten, im Gefrierzustand eingefangenen paramagnetischen Zustände S0, S2 und S3 (S1 ist diamagnetisch und S4 ist ein vorübergehender Zustand) des katalytischen Clusters Mn4Ca1Ox zu erkennen und zu charakterisieren. Durch eine sorgfältige Spektralanalyse – unterstützt durch quantenchemische Berechnungen – konnten die Oxidations- und Spin-Zustände aller Mn-Ionen und ihre Spin-Kopplung für alle Zwischenstufen des katalytischen Zyklus nachgewiesen werden. Weitere Arbeiten unter Verwendung fortgeschrittener Puls-EPR-Techniken, wie EDNMR, haben zu Informationen über die Bindung von Wasser und zu einem Vorschlag für eine effiziente O-O-Bindungsbildung im Endzustand des Zyklus geführt.

### [NiFe]- und [FeFe]-hydrogenase
Es wurden umfangreiche Arbeiten zur [NiFe]-Hydrogenase durchgeführt, bei denen die magnetischen Tensoren gemessen und mit quantenchemischen Berechnungen in Beziehung gesetzt wurden. Durch seine Arbeit wurden die Strukturen aller Zwischenstufen im Aktivierungsweg und katalytischen Zyklus von [NiFe]-Hydrogenasen erhalten. Im Zuge dieser Arbeit wurde ein Röntgenkristallographiemodell der [NiFe]-Hydrogenase mit einer Auflösung von 0,89 Ångström erstellt.
Ähnliche Arbeiten wurden für die [FeFe]-Hydrogenasen durchgeführt. Ein wichtiger Beitrag seiner Forschung war der EPR-spektroskopische Nachweis eines Azapropan-Dithiolat-Liganden (ADT-Ligand) in der Dithiolbrücke des aktiven Zentrums der [FeFe]-Hydrogenase und die Bestimmung der Größe und Ausrichtung des g-Tensors mit Hilfe der Einkristall-EPR. Der ADT-Ligand wurde später durch künstliche Reifung von [FeFe]-Hydrogenasen bestätigt.  Mit Hilfe der künstlichen Reifung konnte das Protein ohne den Kofaktor (Enzym) durch Mutagenese in E. coli erzeugt und eine synthetisch hergestellte aktive Stelle eingefügt werden, was neue Perspektiven in der Hydrogenaseforschung eröffnete.

## Preise und Ehrungen
- Otto-Klung-Preis für Chemie, FU Berlin (1978)
- Max-Kade-Fellowship, New York (1983)
- Bruker Prize, Royal Society of Chemistry, ESR group, Großbritannien (2003)
- Fellow of the Royal Society of Chemistry. Großbritannien (2004)
- Goldmedaille der International EPR Society (2005)
- Ehrendoktor Dr. h. c. der Universität Uppsala, Schweden (2008)
- Fellow of ISMAR (International Society of Magnetic Resonance)  (2010)
- Ehrendoktor Dr. h. c. der Universität Aix-Marseille, Frankreich(2014)
- Robert Bunsen Vorlesung, Deutsche Bunsen-Gesellschaft für Physikalische Chemie e.V. (2017)